# Sulla lingua del tempo presente
Sulla lingua del tempo presente è un saggio politico e sociologico di Gustavo Zagrebelsky, scritto in forma di pamphlet e pubblicato da Einaudi nel 2010.

## Argomento
Al vaglio dell'autore è il linguaggio della comunicazione politica nell'Italia degli anni 2000, caratterizzato da fenomeni di emersione, diffusione e radicamento di stereotipi giudicati di cattivo gusto.
La lingua è vista come uno strumento in grado di plasmare le coscienze in modo potenzialmente omologante e oppressivo. L'elaborazione di un linguaggio stereotipato, sperimentata con successo nei regimi nazifascisti, agevola l'accettazione inconsapevole di un sistema di valori (ideologia) funzionale all'esercizio del potere a scapito della libertà.
Nell'Italia contemporanea, ove vige un regime democratico, il fenomeno non appare preordinato, ma si produce con il favore dei mezzi di comunicazione e attecchisce sul terreno fertile di quella che sembra una patologia della vita pubblica, e che, pur nel predominio del lessico caratteristico del berlusconismo, pare affliggere in realtà l'intero ambiente politico.

### LNAe
Zagrebelsky conia l'acronimo LNAe (Lingua Nostrae Aetatis) sul modello dello LTI (Lingua Tertii Imperii) proposto da Victor Klemperer nella sua analisi della lingua del nazismo.
Il pamphlet sottopone a critica dieci espressioni classificate come LNAe, dedicando loro un capitolo ciascuna: «scendere (in politica)», «contratto», «amore», «doni», «mantenuti», «italiani», «prima repubblica», «assolutamente», «fare-lavorare-decidere», «le tasche degli italiani».
L'ultimo capitolo è dedicato al «politicamente corretto».

### Altri esempi
Per Zagrebelsky, altri esempi di LNAe includono:
- apostoli della libertà
- azienda Italia
- battere il record
- buona novella
- comunismo
- contestualizzare
- disfattismo
- fare sistema
- fare squadra
- giustizialismo
- gogna mediatica

- governance
- governo del fare
- grande comunicatore
- illiberale
- laicismo
- lasciar lavorare
- mettersi di traverso
- non fare prigionieri
- piano-carriera
- porta a porta
- remare contro

- riforma epocale
- risorse umane
- saper fare
- sdoganare
- senza se e senza ma
- sinergia
- sviluppo
- teatrino della politica
- tolleranza zero.